# Mohamed Mohamed Sadeq al-Sadr
Gran Ayatolá Mohamed Mohamed Sadeq al-Sadr (Árabe: محمد محمّد صادق الصدر; Muḥammad Muḥammad Ṣādiq aṣ-Ṣadr) (23 de marzo de 1943 - Nayaf 19 de febrero de 1999), a menudo mencionado como Mohamed Sadeq al-Sadr, nombre de su padre, fue un reputado clérigo chií iraquí asesinado supuestamente por el régimen de Sadam Huseín. Es el padre del clérigo Muqtada al-Sadr uno de los políticos chiís más destacados de la insurgencia.

## Trayectoria
Defendió la reforma del estado y la liberación de los líderes chiíes detenidos. El aumento de su popularidad lo hizo entrar en competencia con otros líderes chiíes, incluido el Ayatolá Mohamed Baqir al-Hakim que se exilió en Irán.
Durante años fue considerado una persona próxima al gobierno iraquí que en 1992 lo designó como el principal clérigo chií del país. Sin embargo meses de su asesinato las relaciones se habían tensado a causa de un edicto religioso del Gran Ayatolá pidiendo a los iraquíes que asistieran a las oraciones del viernes en lugar de quedarse en casa viendo la televisión, una fatwa que no gustó al régimen.
El 19 de febrero de 1999 fue asesinado a tiros junto a dos de sus hijos en la ciudad santa de Nayaf. Una declaración desde El Cairo del Partido Comunista Iraquí en el exilio acusó a Sadam Huseín de estar detrás de su muerte.
Su cuarto hijo, el clérigo y político Muqtada al-Sadr se convirtió en 2003 durante la guerra de Irak en uno de los líderes más destacados de la insurgencia. Muqtada fue el creador el partido Movimiento Sadrista especialmente implantado en los barrios pobres chiís y la milicia Ejército de al-Mahdi, una de las más poderosa de Irak.